# Прогресс М-16М
Прогресс М-16М — транспортный грузовой космический корабль (ТГК) серии «Прогресс», запущенный к Международной космической станции (МКС). 48-й российский корабль снабжения МКС. Серийный номер 416. Впервые стыковка с МКС состоялась по короткой шестичасовой схеме.

## Цель полёта
Доставка на МКС более 2600 кг различных грузов, в числе которых продукты питания (стандартный продуктовый набор для космонавтов: лимоны, апельсины, зелёные яблоки, лук и чеснок), подарки, топливо в баках системы дозаправки, вода для системы «Родник», медицинское оборудование, белье, средства личной гигиены, а также оборудование для научных экспериментов, проводимых на станции. Доставка на МКС оборудования для американского сегмента станции, в том числе продукты питания, средства санитарно-гигиенического обеспечения.

## Хроника полёта
- 01.08.2012, в 23:35:13 (MSK), 19:35:13 (UTC) — запуск с космодрома Байконур;
- 02.08.2012, в 05:18:47 (MSK), 01:18:47 (UTC) — осуществлена стыковка с МКС к стыковочному узлу на агрегатном отсеке служебного модуля «Пирс». Процесс сближения и стыковки проводился в автоматическом режиме;
- 09.02.2013 корабль был отстыкован от МКС и через некоторое время сведён с орбиты

## Перечень грузов
Суммарная масса всех доставляемых грузов: 2639
| Название | Масса (кг) |
| --- | ---------- |
| Топливо в баках системы дозаправки | 680        |
| Газ в баллонах средств подачи кислорода (СрПК): |            |
| Кислород | 28         |
| Воздух | 19         |
| Вода в баках системы «Родник» | 420        |
| Топливо в КДУ для нужд МКС | 250        |
| Грузы, доставляемые в герметичном отсеке (суммарная масса — 1242 кг): |            |
| Оборудование для систем: |            |
| водообеспечения | 55         |
| обеспечения теплового режима | 19         |
| обеспечения газового состава | 60         |
| управления бортовой аппаратурой | 0,03       |
| электропитания | 24         |
| контроля окружающей среды | 18         |
| Средства технического обслуживания и ремонта | 8          |
| Аппаратура связи в радиолюбительском диапазоне длин волн «Спутник» | 2          |
| Санитарно-гигиеническое оборудование | 127        |
| Средства индивидуальной защиты | 60         |
| Контейнеры с рационами питания, свежие продукты | 359        |
| Медицинское оборудование, бельё, средства личной гигиены и профилактики воздействия невесомости                                                                                       | 135        |
| Оборудование для ФГБ «Заря» | 18         |
| Оборудование для СО-1 «Пирс» | 3          |
| Оборудование для МИМ-1 «Рассвет» | 6          |
| Оборудование для научных экспериментов («Визир», «МАТИ-75», «Релаксация», «СЛС», «Вектор-Т», «Типология», «Асептик», «Женьшень-2», «Каскад», «Биодеградация», «Кулоновский кристалл») | 23         |
| Средства межмодульной вентиляции | 6          |
| Бортдокументация, посылки для экипажа | 28         |
| Комплект предметов для российских членов экипажа | 122        |
| Контейнер с рационами питания для американских членов экипажа | 230        |